# Virus varicela-zóster

El virus de la varicela-zóster es el agente responsable de producir la varicela (sobre todo en niños, adolescentes y jóvenes) y el herpes zóster (sobre todo en adultos o ancianos). Por ello, su denominación más apropiada en español sería virus de la varicela y del herpes zóster. Pertenece al grupo de los herpesvirus que infectan a los seres humanos y a otros vertebrados. 

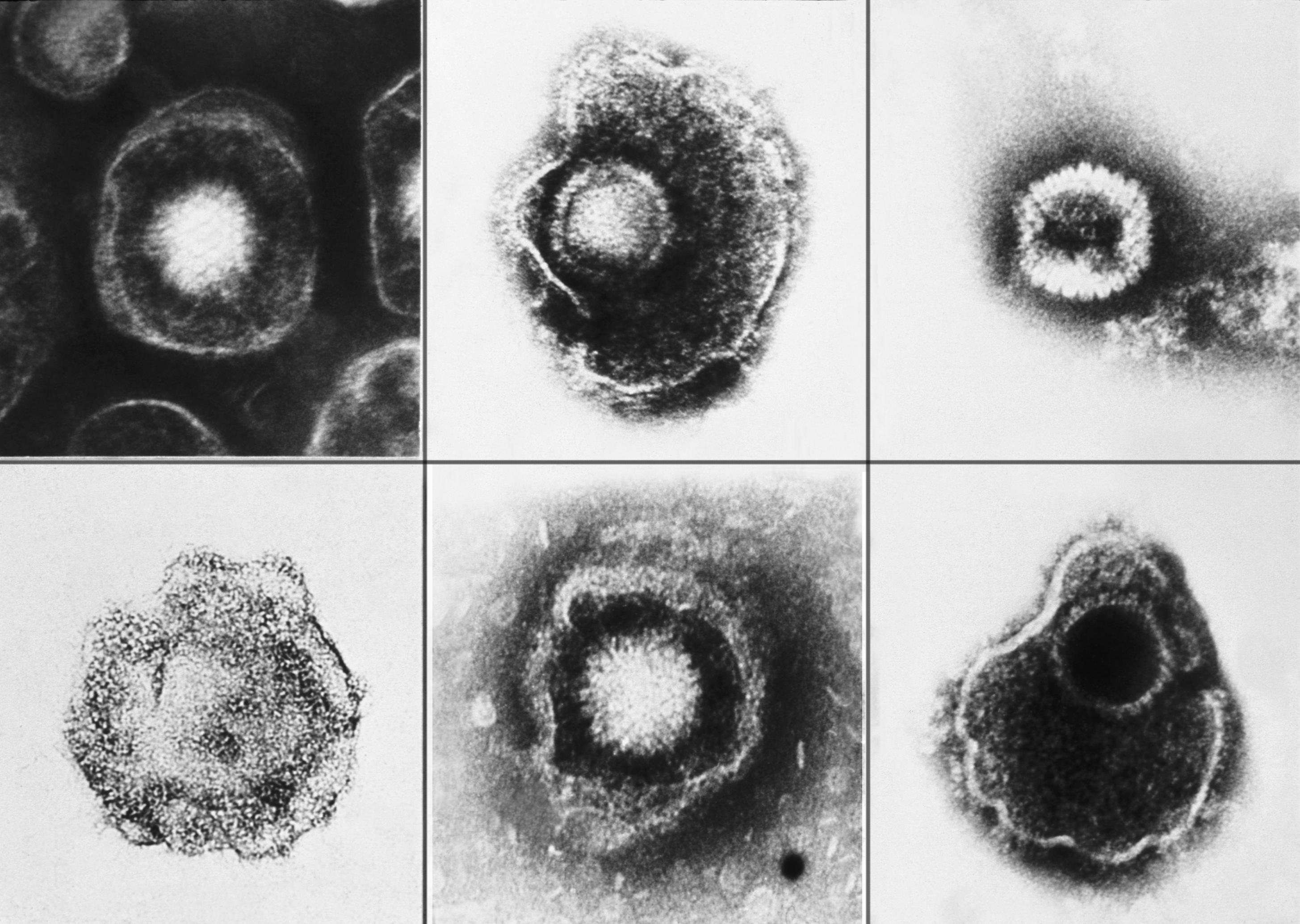
Micrografía electrónica en la que se ven varios miembros de la familia Herpesviridae, entre ellos el virus varicela-zóster y los virus del herpes simple de tipo 1 y de tipo 2 (HSV-1 y HSV-2).

En los Estados Unidos, antes de que se aprobara la vacuna infantil contra la varicela el 95,5 por ciento de las personas de 20 a 29 años, el 98,9 por ciento de las de 30 a 39 años y más del 99,6 por ciento de las de 40 años o mayores presentaban evidencias de infección previa por VVZ.

## Nomenclatura
Entre los nombres por los que se conoce al virus varicela-zóster (VVZ) figuran virus de la varicela, virus zóster y herpesvirus humano de tipo 3 (HHV-3, por sus siglas en inglés).

## Enfermedad en los seres humanos
La infección primaria por el VVZ causa varicela, la que raras veces se asocia con complicaciones como encefalitis o neumonía. Aun cuando los síntomas clínicos de la varicela desaparezcan el VVZ permanecerá inactivo en el sistema nervioso de las personas infectadas (virus latente), en el área del nervio trigémino y el ganglio espinal. En el 10-20 por ciento de los casos el VVZ se reactiva en el transcurso de la vida para provocar la enfermedad conocida como herpes zóster o herpes.

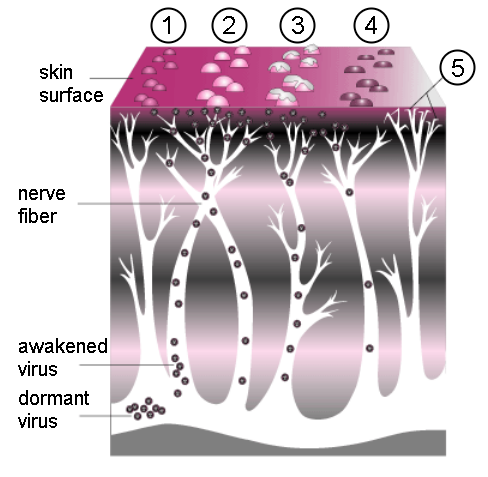
Progresión del herpes. Un grupo de pequeñas protuberancias (1) se convierten en ampollas (2) que se asemejan a las lesiones de la varicela. Las ampollas se llenan de pus, se rompen (3), forman costra (4) y, finalmente, desaparecen. Este proceso dura de cuatro a cinco semanas. A veces se desarrolla un trastorno doloroso llamado neuralgia posherpética, que se cree que es causado por el daño de los nervios (5) y puede durar de semanas a años después de desaparecida la erupción.

Las complicaciones graves del herpes incluyen la ya neuralgia posherpética, diseminación cutánea con aparición de dermatomas, mielitis y herpes oftálmico o zoster sine herpete (zóster sin erupción cutánea).
El virus puede causar hepatitis en pacientes inmunodeprimidos.

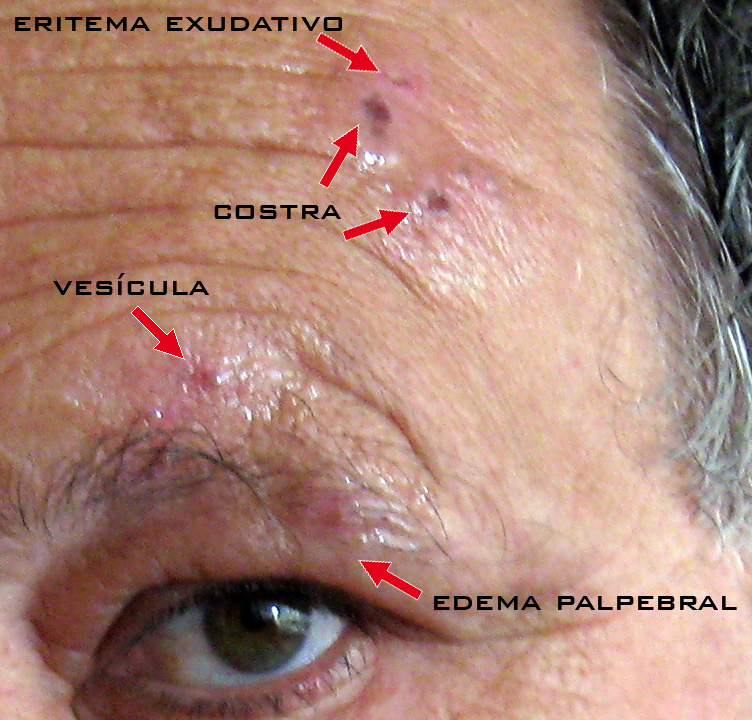
Herpes zóster oftálmico.

## Avances recientes en la investigación y el diagnóstico
Hasta mediados de la década de 1990 las infecciones del sistema nervioso central (SNC) como complicaciones de la reactivación del VVZ se consideraban raras y para diagnosticarlas se requería la presencia de una erupción así como de síntomas neurológicos específicos. La ampliación del uso de la reacción en cadena de la polimerasa (PCR) 
a partir del 2000 determinó un aumento del diagnóstico de casos de infección del SNC.
Según las descripciones clásicas de los textos médicos los casos de reactivación del VVZ en el SNC se limitan a individuos inmunodeprimidos y a los ancianos; no obstante, en estudios recientes se ha observado que la mayoría de los pacientes son inmunocompetentes y menores de 60 años. En referencias antiguas se cita la erupción vesicular como un rasgo característico pero en estudios recientes solo se ha hallado erupción en el 45 por ciento de los casos. Además, la inflamación sistémica no es un indicador tan confiable como se pensaba: el nivel medio de proteína C reactiva y el recuento promedio de leucocitos se encuentran dentro de límites normales en los pacientes con meningitis por VVZ. Por otra parte, las imágenes por resonancia magnética y la tomografía computarizada también suelen ser normales en casos de reactivación del VVZ en el SNC. La pleocitosis del líquido cefalorraquídeo (LCR), antes considerada un fuerte indicador de encefalitis por VVZ, estuvo ausente en la mitad de los pacientes de un grupo con diagnóstico de encefalitis por VVZ confirmado por PCR.
Como la frecuencia con la que se presentan las infecciones del SNC en las salas de emergencias de los hospitales comunitarios no es despreciable se necesita un método para diagnosticar los casos. La PCR no es un medio diagnóstico infalible pero dado que muchos otros indicadores han demostrado no ser fiables en el diagnóstico de las infecciones del SNC por VVZ, se recomienda la detección por PCR. Una PCR negativa no descarta la participación del VVZ pero una PCR positiva puede ser utilizada para el diagnóstico y para iniciar el tratamiento apropiado (por ejemplo, se pueden recetar antivirales en lugar de antibióticos).
Gracias a la introducción de técnicas de análisis de ADN se ha comprobado que algunas complicaciones de la infección por VVZ son más comunes de lo que se pensaba. Por ejemplo, la meningoencefalitis esporádica (ME) causada por VVZ se consideraba una enfermedad rara y en la mayor parte de los casos relacionada con la varicela infantil. Sin embargo, la meningoencefalitis por VVZ se reconoce cada vez más como una causa predominante de ME en adultos inmunocompetentes en circunstancias no epidémicas.
El diagnóstico de las complicaciones de la infección por VVZ es difícil, sobre todo en los casos en los que la enfermedad se reactiva después de años o décadas de latencia. La erupción (herpes) puede estar presente o no y hay una superposición importante de los síntomas con los síntomas de la infección por el virus del herpes simple.
Aunque se dispone de técnicas de análisis del ADN como la PCR para buscar ADN de herpesvirus en el LCR o la sangre de los pacientes, los resultados pueden ser negativos incluso en casos con otros síntomas definitivos.
A pesar de estas limitaciones, durante las décadas de 1990 y 2000 el uso de la PCR se tradujo en un avance en la comprensión de los herpesvirus, incluido el VVZ. Por ejemplo, en el pasado los médicos creían que la encefalitis era causada por el HSV y que los pacientes siempre morían o desarrollaban problemas funcionales graves en el largo plazo. Los diagnósticos se establecían en la autopsia o por biopsia cerebral y como la biopsia cerebral no se indica a la ligera sino que se reserva para los casos graves que no se pueden diagnosticar con métodos menos invasivos, la detección de estas enfermedades causadas por herpesvirus se limitaba a los casos graves. Las técnicas de ADN han permitido diagnosticar los casos "leves", causados por VVZ o HSV, en los que los síntomas incluyen fiebre, cefalea y alteración del estado mental. En los pacientes tratados las tasas de mortalidad están disminuyendo.

## Morfología

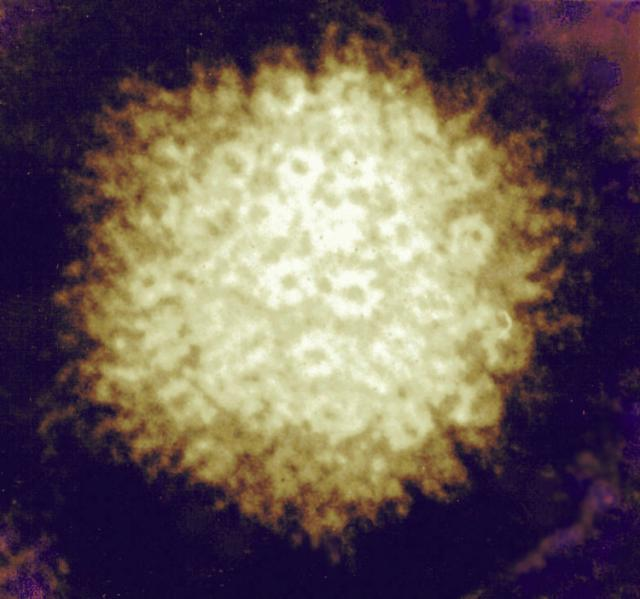
Micrografía electrónica del virus varicela-zóster.

El VVZ está estrechamente relacionado con el virus del herpes simple (en inglés herpes simplex virus o HSV), con el que comparte homología genómica. Las glucoproteínas transmembrana (gB, gC, gE, gH, gl, gK, gL) conocidas se corresponden con las encontradas en el HSV; sin embargo, en este último no existe un equivalente de la gD. El VVZ tampoco produce LAT (transcriptasa asociada con el período de latencia), que desempeña un papel importante en el establecimiento del período de latencia del HSV. El virión del VVZ es esférico y mide de 150 a 200 nm de diámetro. La membrana lipídica contiene la nucleocápside de 100 nm compuesta por 162 capsómeros con simetría de icosaedro. Su ADN es una molécula lineal de doble cadena con una longitud de 125.000 nt. La cápside está rodeada de numerosas proteínas asociadas de manera parcial que se conocen con el nombre colectivo de tegumento. La mayor parte de estas proteínas desempeñan un papel fundamental en el proceso de reproducción del virus en la célula infectada. El tegumento, a su vez, está cubierto por una bicapa lipídica repleta de glucoproteínas que se proyectan hacia el exterior del virión, cada una de ellas de alrededor de 8 nm de longitud.

## Genoma
La secuencia del genoma del VVZ se estableció por primera vez en 1986. Se trata de una molécula de ADN bicatenario lineal; una cepa de laboratorio tiene 124.884 pares de bases (pb). El genoma posee dos isómeros predominantes, lo que depende de la orientación del segmento S, de P (prototipo) y de IS (S invertido), que están presentes con la misma frecuencia para una frecuencia total del 90-95 %. El segmento L también puede estar invertido, lo que dará como resultado un total de cuatro isómeros lineales (IL e ILS). Esta distribución difiere de la distribución equiprobable del HSV y el mecanismo de discriminación se ignora. Un pequeño porcentaje de moléculas son genomas circulares que se conocen poco. (Se sabe que el HSV circulariza la infección.) Existen por lo menos 70 marcos de lectura abiertos en el genoma.
Hay como mínimo cinco clados de este virus. Los clados 1 y 3 incluyen cepas de Europa y Estados Unidos, las cepas del clado 2 son de Asia, en especial de Japón, y el clado 5 parece basarse en cepas de la India. El clado 4 incluye algunas cepas de Europa pero sus orígenes geográficos no están del todo claros.

## Evolución
Las características que el VVZ comparte con el HSV1 y el HSV2 indican un ancestro común, con cinco genes sin correspondencia con los del HSV. La relación con otros herpesvirus humanos es menos importante pero todavía se encuentran muchos homólogos y bloques génicos conservados.
Hay cinco clados principales (1-5) y cuatro genotipos que no encajan en esos clados. Para asignar a clados las cepas del VZV fue necesario conocer la secuencia completa del genoma del virus. Así, casi todos los datos epidemiológicos moleculares sobre la distribución global de las cepas del VZV se obtuvieron  con la secuenciación dirigida de regiones seleccionadas.

## Tratamiento
El virus es sensible a desinfectantes, en especial al permanganato de sodio. La infección humana se puede tratar con una gran cantidad de medicamentos y agentes terapéuticos que incluyen aciclovir, famciclovir, valaciclovir e inmunoglobulina anti-VVZ (ZIG, por sus siglas en inglés).

## Vacunación
En los Estados Unidos se dispone de una vacuna con la cepa VVZ Oka/Merk viva atenuada que se distribuye con el nombre comercial Varivax. Dicha vacuna fue elaborada por Merk Sharp & Dohme en la década de 1980 a partir de la cepa viral Oka, que había sido aislada y atenuada por Michiaki Takahashi y su grupo en la década de 1970. En la década de 1990 la vacuna fue presentada ante la FDA (Food and Drug Administration: Administración de Alimentos y Medicamentos o Agencia de Drogas y Alimentos)  de los Estados Unidos, institución gubernamental que la aprobó en 1995. Desde ese entonces se la ha añadido a la lista de vacunas recomendadas para niños en Australia, en los Estados Unidos y en muchos otros países.  Como la vacuna contra la varicela no induce inmunidad de por vida, preocupa la posibilidad de que los adultos sean vulnerables 

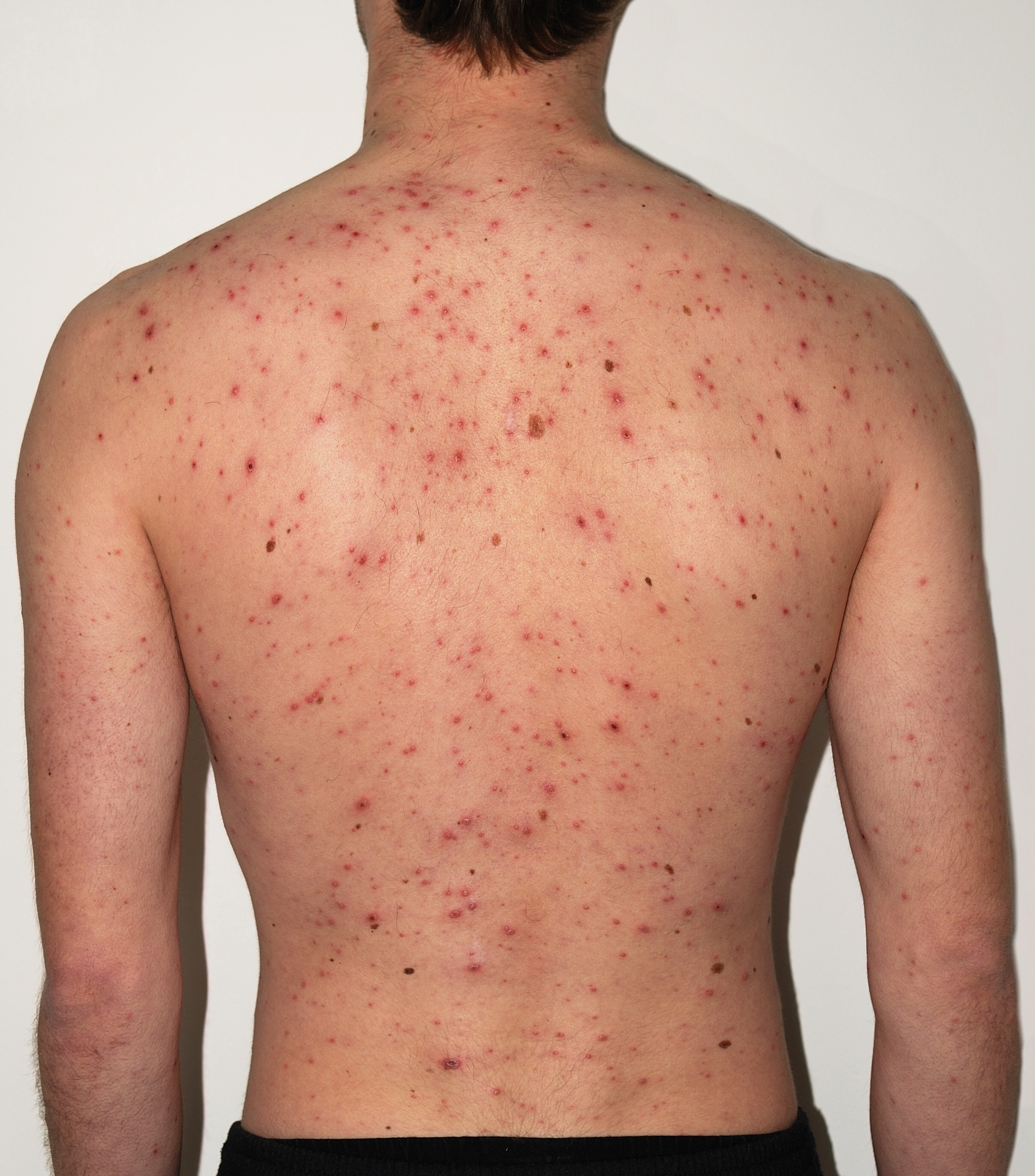
Vista de la espalda de un hombre de 30 años con varicela en el quinto día de desarrollo de la erupción. Las pústulas comienzan
a formar una costra.

a formas más graves de la enfermedad a medida que vayan perdiendo la inmunidad de la niñez. En los Estados Unidos la cobertura que brinda la vacuna a la población en la que se la recomienda se acerca al 90 por ciento, con una reducción concomitante de la incidencia de casos de varicela, hospitalización y muertes ocasionadas por el VVZ. Hasta ahora la información clínica que se maneja demuestra que la vacuna es efectiva por un período de más de diez años para prevenir la varicela en individuos sanos y cuando se produce una infección intercurrente, la enfermedad habitualmente es leve. En 2007 el ACIP (Comité Asesor sobre Prácticas de Inmunización estadounidense) recomendó una segunda dosis de la vacuna antes del ingreso escolar para asegurar el mantenimiento de niveles altos de inmunidad contra la varicela.
En 2006 la FDA aprobó la vacuna Zostavax para la prevención del herpes. Esa vacuna posee una fórmula más concentrada que la vacuna Varivax y su diseño permite inducir una respuesta inmune en los adultos cuya inmunidad contra el VVZ disminuye con la edad. Una revisión sistemática de la Biblioteca Cochrane (Cochrane Library) revela que la inmunización con Zostavax reduce la incidencia de herpes zóster en casi el 50 por ciento.
Zostavax ha sido la primera vacuna autorizada  por la Agencia del Medicamento Europea (EMA). Esta vacuna pertenece al grupo de vacunas de virus atenuados y hoy está indicada para la inmunización de individuos a partir de 50 años. La vacuna refuerza la inmunidad específica frente a Virus Varicela Zóster, por tanto protege frente a zóster y sus complicaciones. La ficha técnica del producto, disponible en la web de la EMA, aporta información sobre las  evidencias de la eficacia de la vacuna. El estudio clínico preventivo, realizado con 38.546 sujetos que recibieron una dosis única de ZOSTAVAX o placebo y posteriormente fueron  monitorizados durante una mediana de 3,1 años, mostró una reducción significativa de incidencia de zóster, especialmente en la franja de edad 60-69 años (64% reducción). También produjo una protección en la aparición de neuralgias post-herpéticas, siendo en este caso la franja de edad 70-79 años la más beneficiada (74%). Esta vacuna está contraindicada en individuos con alteraciones en su sistema inmune o con cáncer de la sangre.
En 2018, la vacuna Shingrix fue autorizada por la EMA, con indicación para el mismo grupo de edad, mayores de 50 años. Esta vacuna pertenece al grupo de vacunas recombinantes, consiste en una proteína del Virus Varizela Zóster. La información sobre la vacuna y los resultados clínicos previos obtenidos avalan la autorización por la EMA de esta vacuna. Está documentado que dos dosis de la vacuna Shingrix, con una separación en su aplicación de dos meses, mejora la rapidez en la producción de anticuerpos frente al virus reactivado y por tanto protege frente a la enfermedad. Esta vacuna aporta protección frente al Virus Varicela Zóster, en pacientes mayores de 18 años que han recibido trasplante de médula o tiene cáncer hematológico. También para los individuos de mayor edad, con riesgo de infecciones recurrentes por el Virus Varicela Zóster, hay evidencias del beneficio que aporta la inoculación de esta vacuna. El estudio clínico preventivo realizado con 8,250 individuos mayores de 70 años, demostró que la vacuna logra una eficacia en la protección de 91% frente al zóster y de 84% frente a la neuralgia post-herpética, hasta 4 años después de su inoculación.
En cuanto a la vacunación frente a la varicela, en el 2012 la Agencia Europea del Medicamento reguló la utilización de vacunas para proteger frente a la varicela. En su informe incluye vacunas monovalentes, solo para la varicela (Ej., Varilrix y Varivax), y tetravalentes, la misma vacuna protege a la vez de varicela, sarampión, paperas/parotiditis y rubeola (Ej.,Proquad y Priorix). El uso de estas vacunas está contraindicado en mujeres embarazadas o con sospecha de embarazo, en personas con problemas de inmunodedifiencia y en menores de 12 meses. En España, la Agencia Española del Medicamento ha ratificado la autorización de vacunas monovalentes y tetravalentes para la varicela.

## La polémica española sobre la vacuna contra la varicela
En España hay dos vacunas monovalentes eficaces (Varilrix® y Varivax®) para prevenir la varicela que se administran a todos los niños a partir de los doce meses, en dos dosis separadas por un mes como mínimo, y que hasta hace poco se podían conseguir en las farmacias con prescripción médica. Además, en los niños que han estado en contacto con enfermos esas vacunas resultan útiles si se las aplica dentro de un intervalo de tres a cinco días después de la exposición. En junio de 2013 el Ministerio de Sanidad, Servicios Sociales e Igualdad (MSSSI) de España y la Agencia Española del Medicamentos y Productos Sanitarios (AEMPS) decidieron prohibir la venta de la vacuna Varivax®, darle la categoría de medicamento de uso hospitalario exclusivo, como ya se había hecho con la vacuna Varilix® en 2009, y administrarla solo a niños de doce años que no hubieran sufrido la varicela y a personas en riesgo de todas las edades. Por su parte, el 11 de julio de 2014 la AEMPS publicó una nota explicativa sobre el uso hospitalario de la vacuna Varivax. En julio de 2015, el Ministerio de Sanidad español vuelve a introducir la vacunación de la varicela en el calendario vacunal en edad pediátrica, a partir de un año y financiada públicamente tras su aprobación por el Consejo Interterritorial de Salud.
Desde 1998, cuando se autorizó Varilrix en España, la vacunación de frente a la varicela ha estado sometida a polémica y cambios en su inclusión en los calendarios de vacunación de las diferentes comunidades Autónomas. Actualmente el Comité Asesor de Vacunación avala la inmunogenicidad y efectividad de las vacunas monocomponentes y de las combinadas, aprobadas por la EMA. España ha optado por la estrategia de vacunación infantil sistémica frente a la varicela con dos dosis. Esta estrategia también ha sido adoptada por un buen número de países europeos, EE. UU., Canadá, Australia, Japón e Israel.